# ГЕС Ель-Чапарраль
ГЕС Ель-Чапарраль (ісп. El Chaparral) — гідроелектростанція на півночі Сальвадору неподалік кордону з Гондурасом. Використовуває ресурс із річки Торола, лівої притоки Лемпи, яка впадає до Тихого океану в центрі сальвадорського узбережжя.
Відкрито 19 жовтня 2023 року
В межах проекту річку перекрили греблею із ущільненого котком бетону висотою 88 метрів та довжиною 321 метр. На час її спорудження здійснювалося відведення води за допомогою тунелю довжиною 0,35 км з діаметром 9 метрів. Гребля утримує водосховище з об'ємом 189 млн м3 (корисний об'єм 106 млн м3), в якому припустиме коливання рівня поверхні в операційному режимі між позначками 196 та 212 метрів НРМ.
Відведена за допомогою греблі вода спрямовується через два прокладені по лівобережжю водоводи до розташованого за 0,8 км машинного залу.
Основне обладнання станції становить розміщені у шахті глибиною 50 метрів дві турбіни типу Френсіс потужністю по 32 МВт, які працюють при напорі у 72,5 метра. Крім того, для підтримки природної течії в річку випускають воду біля греблі через турбіну потужністю 1,4 МВт. При загальній потужності у 65,4 МВт станція забезпечуватиме виробництво 232 млн кВт-год електроенергії на рік.
Відпрацьована вода по короткому тунелю довжиною 0,13 км повертається в Торолу.
Видача продукції відбувається по ЛЕП, розрахованій на роботу під напругою 115 кВ.
Реалізацією проекту опікувалося Comision Ejecutiva Hidroelectrica del Rio Lempa (CEL), котра управляє всіма чотирма сальвадорськими електростанціями, спорудженими ще у 20 столітті (Cerron Grande та інші). Будівельні роботи відбувалися зі значними затримками, так, перший підрядник італійська компанія Agatha у 2010 році відмовилась від контракту. Станом на літо 2018-го виконали 70 % робіт.